# Monuments
Monuments é uma banda britânica de metal progressivo e de djent metal que está entre as mais populares bandas do gênero. O Monuments é conterrânea da banda TesseracT, também da cena djent.
Em 15 de abril de 2022 a banda lançou seu quarto álbum de estúdio, In Stasis, pela gravadora Century Media.

## Membros

### Atuais
- Andy Cizek - vocal (2019 - atualmente)
- John Browne - guitarra (2007 - atualmente)
- Olly Steele - guitarra (2011 - atualmente)
- Adam Swan - baixo (2010 - atualmente)
- Anup Sastry - bateria (2015 - atualmente)

### Anteriores
- Chris Barretto - vocal (2013 - 2019)
- Matt Rose - vocal (2012 - 2013)
- Neema Askari - vocal (2010 - 2011)
- Greg Papa - vocal (2010 - 2011)
- Josh Travis - vocal, Guitarra (2007 - 2010)
- Mike Malyan - bateria (2010 - 2015)

### Ao vivo
- Paul Ortiz - guitarra (2010)
- John Gillen - bateria (2014)
- Alex Rudinger - bateria (2014)

## Discografia

### Álbuns de estúdio[5]
- 2012 - Gnosis
- 2014 - The Amanuensis
- 2018 - Phronesis
- 2022 - In Stasis

### EPs
- 2010 - We Are the Foundation